# Premi Pau Casals
El Premi Pau Casals és un premi concedit pel Govern de la Generalitat de Catalunya per distingir les personalitats rellevants de l'àmbit cultural català que hagin contribuït decisivament a la projecció exterior de la cultura i atorgar a les persones guardonades l'honor d'exercir durant dos anys naturals, de manera altruista i gratuïta, sota la denominació de legat o legada d'honor de la cultura catalana, tasques específiques de representació, promoció i projecció de la cultura catalana arreu del món.

## Història
El guardó es va crear el mes de desembre de 2016 amb l'objectiu d'atorgar-se amb periodicitat biennal i concedir-se a títol vitalici i honorífic, sense cap retribució. La relació de les persones candidates s'elabora i s'avalua amb la participació de la Fundació Pau Casals.
L'elecció de Pau Casals per donar nom al guardó va respondre al fet que va ser un dels millors violoncel·listes del segle XX i és reconegut com un dels millors intèrprets i directors d'orquestra del seu temps en l'escena internacional. També va actuar com a ambaixador de Catalunya i de la cultura catalana, per la qual cosa la seva figura transcendeix la dimensió de l'artista individual i constitueix un símbol emblemàtic de la petja que la cultura catalana deixa al món.
El primer guardonat, el març de 2017, va ser el músic Jordi Savall "per la seva excel·lència en l'àmbit de la música antiga i per la seva contribució decisiva a la projecció internacional de la cultura catalana". Posteriorment han rebut aquest guardó l'artista plàstic Jaume Plensa (2019) i l'actriu i dramaturga Núria Espert (2022).

## Persones guardonades
2017 - Jordi Savall, músic 

2019 - Jaume Plensa, artista plàstic 

2022 - Núria Espert, actriu i dramaturga 